# Großer Preis der Türkei 2007
Der Große Preis der Türkei 2007 (offiziell 2007 Formula 1 Petrol Ofisi Turkish Grand Prix) fand am 26. August auf dem Istanbul Park Circuit in Istanbul statt und war das zwölfte Rennen der Formel-1-Weltmeisterschaft 2007.

## Berichte

### Hintergrund
Nach dem Großen Preis von Ungarn führte Lewis Hamilton in der Fahrerwertung mit sieben Punkten vor Fernando Alonso und mit 20 Punkten vor Kimi Räikkönen. In der Konstrukteurswertung führte McLaren-Mercedes mit 19 Punkten vor Ferrari und mit 68 Punkten vor BMW Sauber.
Wegen Behinderung Hamiltons durch Alonso im Qualifying zum Großen Preis von Ungarn waren McLaren-Mercedes die dort erzielten Punkte (15) in der Konstrukteurswertung aberkannt worden.
Mit Felipe Massa und Räikkönen (jeweils einmal) traten zwei ehemalige Sieger zu diesem Grand Prix an.

### Training
Im ersten freien Training fuhr Räikkönen mit 1:27,988 Minuten die schnellste Runde vor Massa und Alonso.
Am Nachmittag fuhr Hamilton mit 1:28,469 Minuten Bestzeit. Zweiter wurde Räikkönen, Ralf Schumacher im Toyota Dritter. Nachdem sich Rubens Barrichello an einem losen Gullydeckel den Reifen aufgeschlitzt hatte, wurden rote Flaggen gezeigt. Die Session war daraufhin zwischen der 23. und 50. Minute unterbrochen.
Im letzten freien Training wurde Hamilton mit 1:34,811 Minuten erneut Erster, diesmal vor Massa und Räikkönen.

### Qualifikation
Das Qualifying bestand aus drei Teilen mit einer Nettolaufzeit von 45 Minuten. Im ersten Qualifying-Segment (Q1) hatten die Fahrer 18 Minuten Zeit, um sich für das Rennen zu qualifizieren. Alle Fahrer, die im ersten Abschnitt eine Zeit erzielten, die maximal 107 Prozent der schnellsten Rundenzeit betrug, qualifizierten sich für den Grand Prix. Die besten 16 Fahrer erreichten den nächsten Teil. Räikkönen war Schnellster. Jeweils die beiden Spyker und Toro Rosso-Piloten sowie Takuma Satō und Schumacher schieden aus.
Der zweite Abschnitt (Q2) dauerte 15 Minuten. Die schnellsten zehn Piloten qualifizierten sich für den dritten Teil des Qualifyings. Alonso war Schnellster. Beide Honda, beide Red Bull, Alexander Wurz und Anthony Davidson schieden aus.
Der letzte Abschnitt (Q3) ging über eine Zeit von zwölf Minuten, in denen die ersten zehn Startpositionen vergeben wurden. Massa fuhr mit einer Rundenzeit von 1:27,329 Minuten die Bestzeit vor Hamilton und Räikkönen. Für Massa war es die fünfte Pole-Position der Saison und die achte seiner Karriere.

### Rennen
Die Ferrari starteten auf weichen Reifen, die McLaren auf hart. Massa konnte am Start seine Spitzenposition verteidigen, Räikkönen blieb dahinter auf Platz zwei vor Hamilton und den beiden BMW Sauber von Robert Kubica und Nick Heidfeld. Alonso verlor zwei Positionen. Im Mittelfeld kam es zu einer Kollision zwischen den beiden Italienern Giancarlo Fisichella und Jarno Trulli. Trulli drehte sich und fiel auf den letzten Platz zurück. Trotz spektakulärer Überholmanöver gegen die Honda kam er nicht über Rang 16 hinaus.
Nachdem Hamilton in Runde 2 beinahe seine Auto verloren hätte, fuhr er vorsichtiger, verlor dadurch aber 20 Sekunden auf die Spitze und hatte mit dem Rennsieg nichts mehr zu tun. Zwischen den Williams und den Red Bull sowie Fisichella kam es zu einem harten Kampf um die Punkte hinter den Führenden und BMW Sauber. Mark Webber musste allerdings bereits in Runde neun wegen technischer Probleme aufgeben.
In Runde 12 kam Kubica zu seinem ersten Boxenstopp. Heidfeld folgte in Runde 17 und konnte durch den späteren Stopp Kubica überholen. Nico Rosberg und David Coulthard kamen ebenfalls in Runde 17 an die Box. Räikkönen und Alonso kamen in Runde 18 zu ihren Stopps, Massa folgte in Runde 19, Hamilton in Runde 20. Die Reihenfolge an der Spitze veränderte sich nicht, allerdings konnte Alonso an Heidfeld und Kubica vorbeiziehen. Heikki Kovalainen profitierte am meisten von den Boxenstopps. Er kam zu einer Führungsrunde und an Kubica vorbei, der am Ende vor Fisichella Achter wurde. Fisichella selbst konnte durch die Boxenstopps an Coulthard und Wurz vorbeiziehen. Wurz kam nach seinem Boxenstopp im Verkehr wieder auf die Strecke und verlor so den Anschluss an die Punkteränge. Trotz guter Rundenzeiten gegen Rennende landete er nur auf Platz elf.
Vor seinem zweiten Boxenstopp in Runde 41 gelang es Räikkönen Massa unter Druck zu setzen. Massa blieb jedoch dank eines schnellen Boxenstopps in Runde 42 vor seinem Teamkollegen. Hamilton kam mit einem Reifenschaden langsam an die Box. Er fiel auf Platz fünf zurück, hinter Heidfeld und Alonso. Sein ebenfalls beschädigter Frontflügel erlaubte keine Angriffe mehr. Die Ferrari griffen sich nicht mehr an. Räikkönen fuhr noch die schnellste Runde. Alonso wurde Dritter vor Heidfeld, Hamilton, Kovalainen, Rosberg und Kubica. Massa gewann seinen fünften Grand Prix.
In der Fahrerwertung blieb Hamilton vor Alonso, Massa war wieder Dritter. In der Konstrukteurswertung blieben die ersten drei Positionen unverändert.

## Meldeliste
| Team                        | Nr. | Fahrer               | Chassis           | Motor                | Reifen |
| --------------------------- | --- | -------------------- | ----------------- | -------------------- | ------ |
| Vodafone McLaren Mercedes   | 01  | Fernando Alonso      | McLaren MP4-22    | Mercedes-Benz 2.4 V8 | B      |
| Vodafone McLaren Mercedes   | 02  | Lewis Hamilton       | McLaren MP4-22    | Mercedes-Benz 2.4 V8 | B      |
| ING Renault F1 Team         | 03  | Giancarlo Fisichella | Renault R27       | Renault 2.4 V8       | B      |
| ING Renault F1 Team         | 04  | Heikki Kovalainen    | Renault R27       | Renault 2.4 V8       | B      |
| Scuderia Ferrari Marlboro   | 05  | Felipe Massa         | Ferrari F2007     | Ferrari 2.4 V8       | B      |
| Scuderia Ferrari Marlboro   | 06  | Kimi Räikkönen       | Ferrari F2007     | Ferrari 2.4 V8       | B      |
| Honda Racing F1 Team        | 07  | Jenson Button        | Honda RA107       | Honda 2.4 V8         | B      |
| Honda Racing F1 Team        | 08  | Rubens Barrichello   | Honda RA107       | Honda 2.4 V8         | B      |
| BMW Sauber F1 Team          | 09  | Nick Heidfeld        | BMW Sauber F1.07  | BMW 2.4 V8           | B      |
| BMW Sauber F1 Team          | 10  | Robert Kubica        | BMW Sauber F1.07  | BMW 2.4 V8           | B      |
| Panasonic Toyota Racing     | 11  | Ralf Schumacher      | Toyota TF107      | Toyota 2.4 V8        | B      |
| Panasonic Toyota Racing     | 12  | Jarno Trulli         | Toyota TF107      | Toyota 2.4 V8        | B      |
| Red Bull Racing             | 14  | David Coulthard      | Red Bull RB3      | Renault 2.4 V8       | B      |
| Red Bull Racing             | 15  | Mark Webber          | Red Bull RB3      | Renault 2.4 V8       | B      |
| AT&T Williams               | 16  | Nico Rosberg         | Williams FW29     | Toyota 2.4 V8        | B      |
| AT&T Williams               | 17  | Alexander Wurz       | Williams FW29     | Toyota 2.4 V8        | B      |
| Scuderia Toro Rosso         | 18  | Vitantonio Liuzzi    | Toro Rosso STR-02 | Ferrari 2.4 V8       | B      |
| Scuderia Toro Rosso         | 19  | Sebastian Vettel     | Toro Rosso STR-02 | Ferrari 2.4 V8       | B      |
| Etihad Aldar Spyker F1 Team | 20  | Adrian Sutil         | Spyker F8-VII     | Ferrari 2.4 V8       | B      |
| Etihad Aldar Spyker F1 Team | 21  | Sakon Yamamoto       | Spyker F8-VII     | Ferrari 2.4 V8       | B      |
| Super Aguri F1 Team         | 22  | Takuma Satō          | Super Aguri SA07  | Honda 2.4 V8         | B      |
| Super Aguri F1 Team         | 23  | Anthony Davidson     | Super Aguri SA07  | Honda 2.4 V8         | B      |

## Klassifikation

### Qualifying
| Pos. | Fahrer               | Konstrukteur       | Q1       | Q2       | Q3       | Start |
| ---- | -------------------- | ------------------ | -------- | -------- | -------- | ----- |
| 01   | Felipe Massa         | Ferrari            | 1:27,488 | 1:27,039 | 1:27,329 | 01    |
| 02   | Lewis Hamilton       | McLaren-Mercedes   | 1:27,513 | 1:26,936 | 1:27,373 | 02    |
| 03   | Kimi Räikkönen       | Ferrari            | 1:27,294 | 1:26,902 | 1:27,546 | 03    |
| 04   | Fernando Alonso      | McLaren-Mercedes   | 1:27,328 | 1:26,841 | 1:27,574 | 04    |
| 05   | Robert Kubica        | BMW Sauber         | 1:27,997 | 1:27,253 | 1:27,722 | 05    |
| 06   | Nick Heidfeld        | BMW Sauber         | 1:28,099 | 1:27,253 | 1:28,037 | 06    |
| 07   | Heikki Kovalainen    | Renault            | 1:28,127 | 1:27,784 | 1:28,491 | 07    |
| 08   | Nico Rosberg         | Williams-Toyota    | 1:28,275 | 1:27,750 | 1:28,501 | 08    |
| 09   | Jarno Trulli         | Toyota             | 1:28,318 | 1:27,801 | 1:28,740 | 09    |
| 10   | Giancarlo Fisichella | Renault            | 1:28,313 | 1:27,880 | 1:29,322 | 10    |
| 11   | Anthony Davidson     | Super Aguri-Honda  | 1:28,304 | 1:28,002 | –        | 11    |
| 12   | Mark Webber          | Red Bull-Renault   | 1:28,500 | 1:28,013 | –        | 12    |
| 13   | David Coulthard      | Red Bull-Renault   | 1:28,395 | 1:28,100 | –        | 13    |
| 14   | Rubens Barrichello   | Honda              | 1:28,792 | 1:28,188 | –        | 22    |
| 15   | Jenson Button        | Honda              | 1:28,373 | 1:28,220 | –        | 21    |
| 16   | Alexander Wurz       | Williams-Toyota    | 1:28,360 | 1:28,390 | –        | 14    |
| 17   | Vitantonio Liuzzi    | Toro Rosso-Ferrari | 1:28,798 | –        | –        | 15    |
| 18   | Ralf Schumacher      | Toyota             | 1:28,809 | –        | –        | 16    |
| 19   | Takuma Satō          | Super Aguri-Honda  | 1:28,953 | –        | –        | 17    |
| 20   | Sebastian Vettel     | Toro Rosso-Ferrari | 1:29,408 | –        | –        | 18    |
| 21   | Adrian Sutil         | Spyker-Ferrari     | 1:29,861 | –        | –        | 19    |
| 22   | Sakon Yamamoto       | Spyker-Ferrari     | 1:31,479 | –        | –        | 20    |

Anmerkungen
1. ↑  Barrichello wurde wegen eines Motorwechsels um zehn Startplätze zurückversetzt.
2. ↑  Button wurde wegen eines Motorwechsels um zehn Startplätze zurückversetzt.

### Rennen
| Pos. | Fahrer               | Konstrukteur       | Runden | Stopps | Zeit        | Start | Schnellste Runde |
| ---- | -------------------- | ------------------ | ------ | ------ | ----------- | ----- | ---------------- |
| 01   | Felipe Massa         | Ferrari            | 58     | 2      | 1:26:42,161 | 01    | 1:27,922 (18.)   |
| 02   | Kimi Räikkönen       | Ferrari            | 58     | 2      | + 2,275     | 03    | 1:27,295 (57.)   |
| 03   | Fernando Alonso      | McLaren-Mercedes   | 58     | 2      | + 26,181    | 04    | 1:28,070 (39.)   |
| 04   | Nick Heidfeld        | BMW Sauber         | 58     | 2      | + 39,674    | 06    | 1:28,319 (39.)   |
| 05   | Lewis Hamilton       | McLaren-Mercedes   | 58     | 2      | + 45,085    | 02    | 1:27,963 (17.)   |
| 06   | Heikki Kovalainen    | Renault            | 58     | 2      | + 46,169    | 07    | 1:28,603 (20.)   |
| 07   | Nico Rosberg         | Williams-Toyota    | 58     | 2      | + 55,778    | 08    | 1:28,536 (37.)   |
| 08   | Robert Kubica        | BMW Sauber         | 58     | 2      | + 56,707    | 05    | 1:28,918 (11.)   |
| 09   | Giancarlo Fisichella | Renault            | 58     | 2      | + 59,491    | 10    | 1:28,793 (56.)   |
| 10   | David Coulthard      | Red Bull-Renault   | 58     | 2      | + 1:11,009  | 13    | 1:29,068 (54.)   |
| 11   | Alexander Wurz       | Williams-Toyota    | 58     | 2      | + 1:19,628  | 14    | 1:28,737 (55.)   |
| 12   | Ralf Schumacher      | Toyota             | 57     | 1      | + 1 Runde   | 16    | 1:28,924 (55.)   |
| 13   | Jenson Button        | Honda              | 57     | 2      | + 1 Runde   | 21    | 1:28,873 (34.)   |
| 14   | Anthony Davidson     | Super Aguri Honda  | 57     | 2      | + 1 Runde   | 11    | 1:29,658 (38.)   |
| 15   | Vitantonio Liuzzi    | Toro Rosso-Ferrari | 57     | 2      | + 1 Runde   | 15    | 1:29,563 (56.)   |
| 16   | Jarno Trulli         | Toyota             | 57     | 2      | + 1 Runde   | 09    | 1:29,459 (39.)   |
| 17   | Rubens Barrichello   | Honda              | 57     | 2      | + 1 Runde   | 22    | 1:29,513 (35.)   |
| 18   | Takuma Satō          | Super Aguri-Honda  | 57     | 1      | + 1 Runde   | 17    | 1:29,916 (56.)   |
| 19   | Sebastian Vettel     | Toro Rosso-Ferrari | 57     | 2      | + 1 Runde   | 18    | 1:29,983 (39.)   |
| 20   | Sakon Yamamoto       | Spyker-Ferrari     | 56     | 2      | + 2 Runden  | 20    | 1:30,951 (21.)   |
| 21   | Adrian Sutil         | Spyker-Ferrari     | 53     | 2      | DNF         | 19    | 1:30,617 (52.)   |
| –    | Mark Webber          | Red Bull-Renault   | 9      | 0      | DNF         | 12    | 1:30,808 (04.)   |

## WM-Stände nach dem Rennen
Die ersten acht des Rennens bekamen 10, 8, 6, 5, 4, 3, 2 bzw. 1 Punkt(e).

### Fahrerwertung
| Pos. | Fahrer               | Konstrukteur     | Punkte |
| ---- | -------------------- | ---------------- | ------ |
| 01   | Lewis Hamilton       | McLaren-Mercedes | 84     |
| 02   | Fernando Alonso      | McLaren-Mercedes | 79     |
| 03   | Felipe Massa         | Ferrari          | 69     |
| 04   | Kimi Räikkönen       | Ferrari          | 68     |
| 05   | Nick Heidfeld        | BMW Sauber       | 47     |
| 06   | Robert Kubica        | BMW Sauber       | 29     |
| 07   | Heikki Kovalainen    | Renault          | 19     |
| 08   | Giancarlo Fisichella | Renault          | 17     |
| 09   | Alexander Wurz       | Williams-Toyota  | 13     |
| 10   | Nico Rosberg         | Williams-Toyota  | 9      |
| 11   | Mark Webber          | Red Bull-Renault | 8      |
| 12   | David Coulthard      | Red Bull-Renault | 8      |
| 13   | Jarno Trulli         | Toyota           | 7      |

| Pos. | Fahrer             | Konstrukteur                    | Punkte |
| ---- | ------------------ | ------------------------------- | ------ |
| 14   | Ralf Schumacher    | Toyota                          | 5      |
| 15   | Takuma Satō        | Super Aguri-Honda               | 4      |
| 16   | Jenson Button      | Honda                           | 1      |
| 17   | Sebastian Vettel   | BMW Sauber / Toro Rosso-Ferrari | 1      |
| 18   | Rubens Barrichello | Honda                           | 0      |
| 19   | Scott Speed        | Toro Rosso-Ferrari              | 0      |
| 20   | Anthony Davidson   | Super Aguri-Honda               | 0      |
| 21   | Adrian Sutil       | Spyker-Ferrari                  | 0      |
| 22   | Christijan Albers  | Spyker-Ferrari                  | 0      |
| 23   | Vitantonio Liuzzi  | Toro Rosso-Ferrari              | 0      |
| 24   | Sakon Yamamoto     | Spyker-Ferrari                  | 0      |
| –    | Markus Winkelhock  | Spyker-Ferrari                  | 0      |

### Konstrukteurswertung
| Pos. | Konstrukteur     | Punkte |
| ---- | ---------------- | ------ |
| 01   | McLaren-Mercedes | 163    |
| 02   | Ferrari          | 137    |
| 03   | BMW Sauber       | 77     |
| 04   | Renault          | 36     |
| 05   | Williams-Toyota  | 22     |
| 06   | Red Bull-Renault | 16     |

| Pos. | Konstrukteur       | Punkte |
| ---- | ------------------ | ------ |
| 07   | Toyota             | 12     |
| 08   | Super Aguri-Honda  | 4      |
| 09   | Honda              | 1      |
| 10   | Toro Rosso-Ferrari | 0      |
| 11   | Spyker-Ferrari     | 0      |

Anmerkungen
1. ↑  Wegen Behinderung von Hamilton durch Alonso beim Qualifying zum Großen Preis von Ungarn wurden McLaren-Mercedes die dort erzielten Punkte (15) in der Konstrukteurswertung aberkannt.